# Albertus Wielsma
Albertus Wielsma (Amsterdam, 19 dicembre 1883 – Amsterdam, 26 marzo 1968) è stato un canottiere olandese.
Ha vinto la medaglia di bronzo olimpica nel canottaggio alle Olimpiadi 1908 tenutesi a Londra, nella gara di Quattro senza maschile con Hermannus Höfte, Johan Burk e Bernardus Croon.